# André Hercule Alexandre de Rosset de Rocozel
André Hercule Alexandre de Rosset (* 30. März 1750 in Paris; † 20. August 1782 vor Pondichery), genannt Marquis de Rocozel und Marquis de Fleury, war ein französischer Hochadliger, Militär und Emigrant aus der Familie Rosset de Rocozel.

## Leben
André Hercule Alexandre de Rosset ist das älteste Kind von André Hercule de Rosset de Rocozel (1715–1788), 2.Duc de Fleury, Premier Gentilhomme de la Chambre du Roi, und Anne Madeleine Françoise d’Auxy de Monceaux (1721–1802).
Er heiratete am 7. November 1768 in Paris Claudine Anne Renée de Montmorency-Laval (* 6. März 1750, † 21. Juli 1784), Dame du Plessis-aux-Tournelles, Tochter von Joseph Pierre de Montmorency-Laval, Comte de Laval, und Elisabeth Renée de Maupeou (Haus Montmorency). Ihre Kinder sind:
- André Hercule Marie Louis de Rosset de Rocozel (* 25. April 1770 in Paris, † 16. Januar 1815 ebenda) 1788 3. Duc de Fleury, Premier Gentilhomme de la Chambre du Roi; ⚭ (Ehevertrag 7. Dezember 1784[2]) Anne Françoise Aimée de Franquetot de Coigny (* 12. Oktober 1769, † 17. Januar 1820), Tochter von Augustin Gabriel de Franquetot, Comte de Coigny (1740–1817, Bruder von Henri de Franquetot, duc de Coigny (1737–1821), 1816 Marschall von Frankreich), und Anne-Josèphe Michel de Roissy, sie heiratete 1795 in zweiter Ehe Casimir de Montrond (1769–1863).
- Marie Maximilien Hercule de Rosset de Rocozel (* 4. Juli 1771 in Paris, † guillotiniert 18. Mai 1794 ebenda), genannt Comte de Fleury[3]

Der Marquis de Fleury erwies sich als Lebemann, Spieler und Verschwender. Im Jahr 1773 hatte er 400.000 Livres verloren, im Jahr 1775 800.000. Obwohl er bei seinen Verlusten weitgehend auf das Vermögen seiner Eltern und seiner Frau zurückgriff, war er darauf angewiesen, sich von seinen Geliebten helfen zu lassen.
Im Jahr 1778 erwirkte die Marquise ein Urteil zur Gütertrennung. Der überforderte Herzog verlangte von seinem Sohn, dass er „jenseits des Kaps der Guten Hoffnung“ diente, um von den Gläubigern wegzukommen und eine lange Haftstrafe zu vermeiden. Anfang 1779 schiffte sich der Marquis de Fleury mit Hilfe seines Onkels, des Marquis de Castries, in Brest auf der „Le Sévère“ ein, um als Mestre de camp de dragons und Major-général des Armées des Indes im Gefolge der Armee von Pierre André de Suffren auf die Île de France zu segeln. Er starb am 20. August 1782 im Alter von 32 Jahren an Bord des Schiffes „Le comte de Maurepas“ vor der Küste von Pondichery an einer Krankheit. Seine Frau starb 1784 im Alter von 34 Jahren.
Der präsumptive Erbe des Duc de Fleury wurde sein Sohn André Hercule Marie Louis, der beim Tod seines Vaters 11 Jahre alt war.